# Alastor (geslacht)
Alastor is een geslacht van vliesvleugelige insecten van de familie plooivleugelwespen (Vespidae).

## Soorten
- A. antigae Buysson, 1903
- A. atropos Lepeletier, 1841
- A. mediomaculatus Giordani Soika, 1952
- A. mocsaryi (Andre, 1884)
- A. seidenstueckeri Bluethgen, 1956